# Komárov (Chuchelna)
Komárov (německy Komarow) je malá vesnice, část obce Chuchelna v okrese Semily. Nachází se asi 1,5 kilometru jihozápadně od Chuchelny.
Komárov leží v katastrálním území Lhota Komárov o výměře 3,55 km². V katastrálním území Lhota Komárov leží i Lhota.

## Historie
První písemná zmínka o vesnici pochází z roku 1430.

## Pamětihodnosti
- Krucifix při silnici
- Vrch Kozákov s rozhlednou a Riegrovou chatou